# Miasto Kutina
Miasto Kutina (chorw. Grad Kutina) – jednostka administracyjna w Chorwacji, w żupanii sisacko-moslawińskiej. W 2011 roku liczyła 22 760 mieszkańców, a w 2021 roku 20 234 mieszkańców.